# Unilever
Unilever là một công ty đa quốc gia của Anh chuyên sản xuất các mặt hàng tiêu dùng như mĩ phẩm, hóa chất giặt tẩy, kem đánh răng, dầu gội, thực phẩm.... Công ty có giá trị đứng thứ bảy ở châu Âu. Unilever là một trong những công ty đa quốc gia lâu đời nhất; sản phẩm của nó có sẵn ở khoảng 190 quốc gia. Đối thủ cạnh tranh chủ yếu của Unilever là hãng P & G từ Hoa Kỳ.
Công ty này sở hữu nhiều công ty có quy mô lớn sản xuất hàng tiêu dùng, thực phẩm, sản phẩm giặt tẩy, mỹ phẩm của thế giới. Unilever sử dụng khoảng 180.000 nhân công và có doanh số gần 40 tỷ Euro hay hơn 62 tỷ Euro năm 2005.
Unilever có hơn 400 nhãn hàng, trong số các sản phẩm nổi tiếng nhất có thể kể đến OMO, Surf, Dove, Knorr, Comfort, Hazeline, Clear, Pond's, P/S, Close Up, Vim, Cif, Sunsilk, Sunlight, Lipton, TRESemmé và Lifebuoy.
Unilever là một công ty niêm yết kép bao gồm Unilever plc, có trụ sở tại London và Unilever NV, có trụ sở tại Rotterdam. Hai công ty hoạt động như một doanh nghiệp duy nhất, với một ban giám đốc chung. Unilever được tổ chức thành bốn bộ phận chính - Thực phẩm, Giải khát (đồ uống và kem), Chăm sóc tại nhà, và Chăm sóc sắc đẹp & Cá nhân. Nó có các cơ sở nghiên cứu và phát triển tại Vương quốc Anh (hai), Hà Lan, Trung Quốc, Ấn Độ và Hoa Kỳ.
Unilever được thành lập vào ngày 2 tháng 9 năm 1929, bởi sự hợp nhất của nhà sản xuất bơ thực vật Hà Lan Margarine Unie và nhà sản xuất xà phòng Anh Lever Brothers. Trong nửa sau của thế kỷ 20, công ty ngày càng đa dạng hóa từ việc chỉ là nhà sản xuất các sản phẩm làm từ dầu và mỡ công ty đã mở rộng hoạt động trên toàn thế giới.

## Tổ chức hoạt động
Unilever được tổ chức thành bốn bộ phận chính: Chăm sóc cá nhân (sản xuất và bán các sản phẩm chăm sóc da và chăm sóc tóc, chất khử mùi và các sản phẩm chăm sóc răng miệng); Thực phẩm (sản xuất và bán súp, bouillons, nước sốt, đồ ăn nhẹ, mayonnaise, salad trộn, bơ thực vật và phết); Giải khát (sản xuất và bán kem, đồ uống có trà, các sản phẩm quản lý trọng lượng và mặt hàng chủ lực tăng cường dinh dưỡng được bán tại các thị trường đang phát triển); và Chăm sóc tại nhà (sản xuất và bán các sản phẩm chăm sóc tại nhà bao gồm bột, chất lỏng và viên nang, bánh xà phòng và các sản phẩm làm sạch khác).  Trong năm tài chính kết thúc vào ngày 31 tháng 12 năm 2013, Unilever có tổng doanh thu 49,797 tỷ euro, trong đó 36% là từ Chăm sóc cá nhân, 27% từ Thực phẩm, 19% từ Giải khát và 18% từ Chăm sóc tại nhà. Unilever đã đầu tư tổng cộng 1,04 tỷ euro vào nghiên cứu và phát triển vào năm 2013.
Unilever là một trong những người mua phương tiện truyền thông lớn nhất trên thế giới và đã đầu tư khoảng 6 tỷ euro (8 tỷ USD) vào quảng cáo và khuyến mãi trong năm 2010

## Logo
Vào năm 1933, logo của Unilever có kiểu chữ sans-serif và mũ lưỡi trai. Logo công ty Unilever hiện tại được giới thiệu vào năm 2004 và được thiết kế bởi Wolff Olins, một cơ quan tư vấn thương hiệu. Hình dạng 'U' hiện được tạo thành từ 25 biểu tượng riêng biệt, mỗi biểu tượng đại diện cho một trong các thương hiệu phụ của công ty hoặc các giá trị công ty của nó.  Bộ nhận diện thương hiệu được phát triển xung quanh ý tưởng "thêm sức sống cho cuộc sống".

## Hệ thống các thương hiệu con
Ghi chú: Dưới đây chỉ liệt kê các thương hiệu có mặt tại Việt Nam

### Sức khoẻ và chăm sóc sắc đẹp
- Clear
- Close Up
- Dove
- Hazeline
- Lifebuoy
- Lux
- P/S
- Pond's
- Rexona
- Sunsilk
- TRESemmé
- Vaseline

### Thực phẩm và giải khát
- Cornetto
- Knorr
- Lipton
- Paddle Pop
- Unilever Food Solutions
- Wall's

### Chăm sóc gia đình
- Cif
- Comfort
- OMO
- Sunlight
- Surf
- Unilever Professional
- Vim

## Bê bối

### Dầu gội chứa chất gây ung thư
Ngày 26 tháng 10 năm 2022, Cục Quản lý dược yêu cầu Công ty TNHH Quốc tế Unilever Việt Nam trong ngày 27 tháng 10, phải báo cáo việc thu hồi dầu gội khô liên quan hàm lượng benzen, báo cáo tình trạng lưu hành các sản phẩm trên tại Việt Nam.
Trước đó, Bộ Y tế Canada thông báo Công ty Unilever tự nguyện thu hồi một số lô sản phẩm dầu gội khô dạng bình xịt của nhãn hiệu Dove, TRESemmé và Bed Head do liên quan đến hàm lượng benzene trong sản phẩm dưới dạng vết. Nghiên cứu độc lập cho thấy việc tiếp xúc với benzene với mức nồng độ vết phát hiện tại các lô sản phẩm này chưa ghi nhận có ảnh hưởng sức khoẻ.